# Kirche Curtea Veche

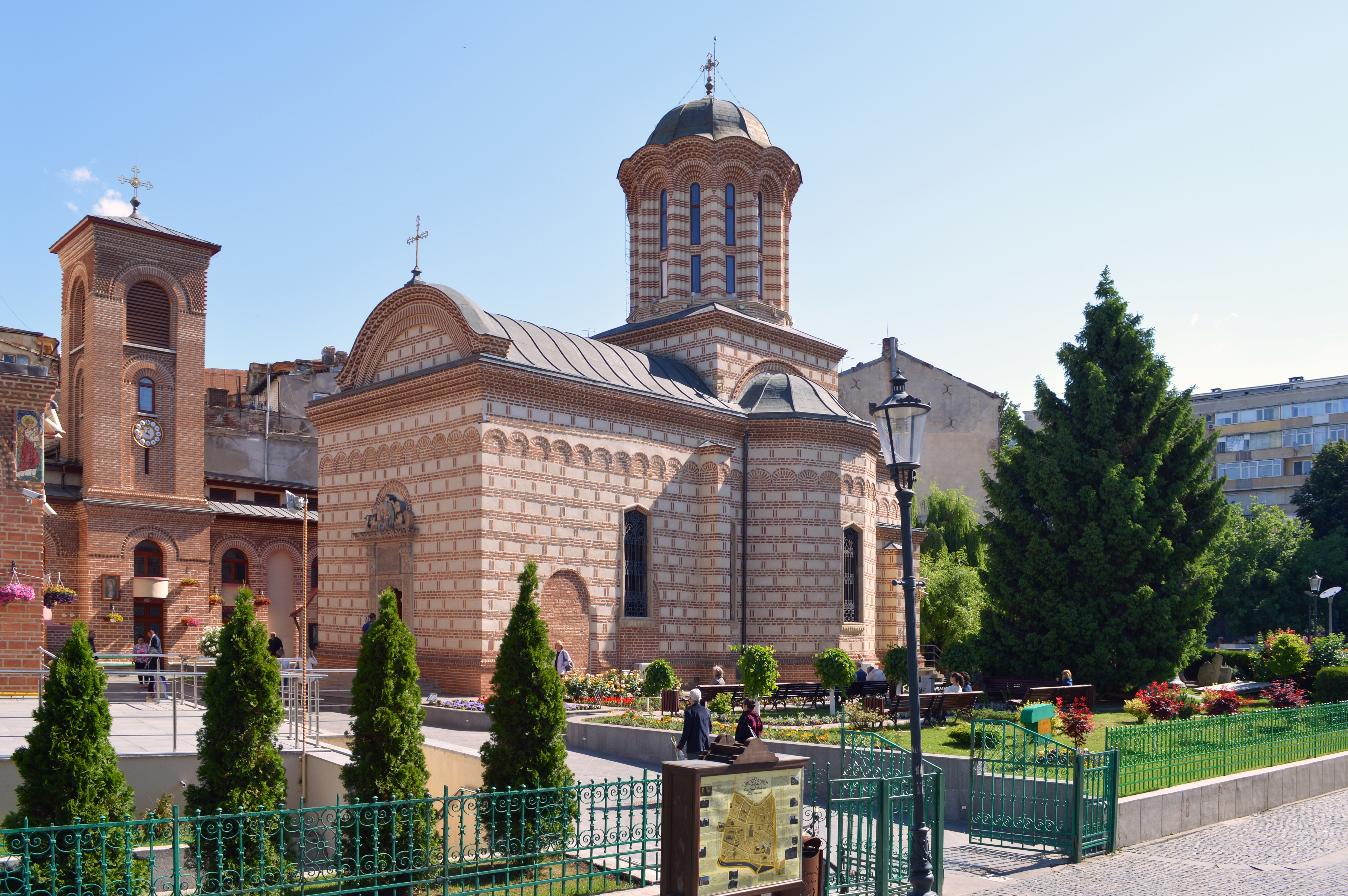
Kirche Curtea Veche

Die Kirche Curtea Veche (rum. Biserica Curtea Veche, auch Sankt Antonius, Verkündigungskirche oder alte Hofkirche genannt) ist das älteste erhaltene Bauwerk von Bukarest.

## Geschichte
Die Dreikonchenanlage wurde von Mircea Ciobanul nach 1545 gestiftet und nach dem Tod des Stifters vollendet. Anfangs diente sie dem angrenzenden Fürstenhof Curtea Veche, nach dem sie auch benannt ist, als Kapelle. In der Hofkirche wurden alle Fürsten der Walachei bis 1842 gesalbt. Im Laufe der Zeit wurde das Gebäude mehrfach durch Kriege, Brände und Erdbeben beschädigt und von mehreren Fürsten umgebaut oder saniert. Bei einer Restauration in den Jahren 1928 bis 1938 wurde der ursprüngliche Zustand annähernd wieder hergestellt.

## Bauwerk
Das Gebäude ist 25 Meter lang und 8 Meter breit. Das Besondere an dem Bauwerk sind die rötlichen Streifenornamente und der reliefartige Kranz aus Wellenlinien am oberen Teil der Fassade. Ungewöhnlich für eine Kirche der Walachei sind auch die Strebepfeiler, die aus der moldauischen Architektur übernommen wurden. Die heutigen etwas länglichen Fenster im Stil der Neugotik stammen aus dem 19. Jahrhundert.

## Bildergalerie

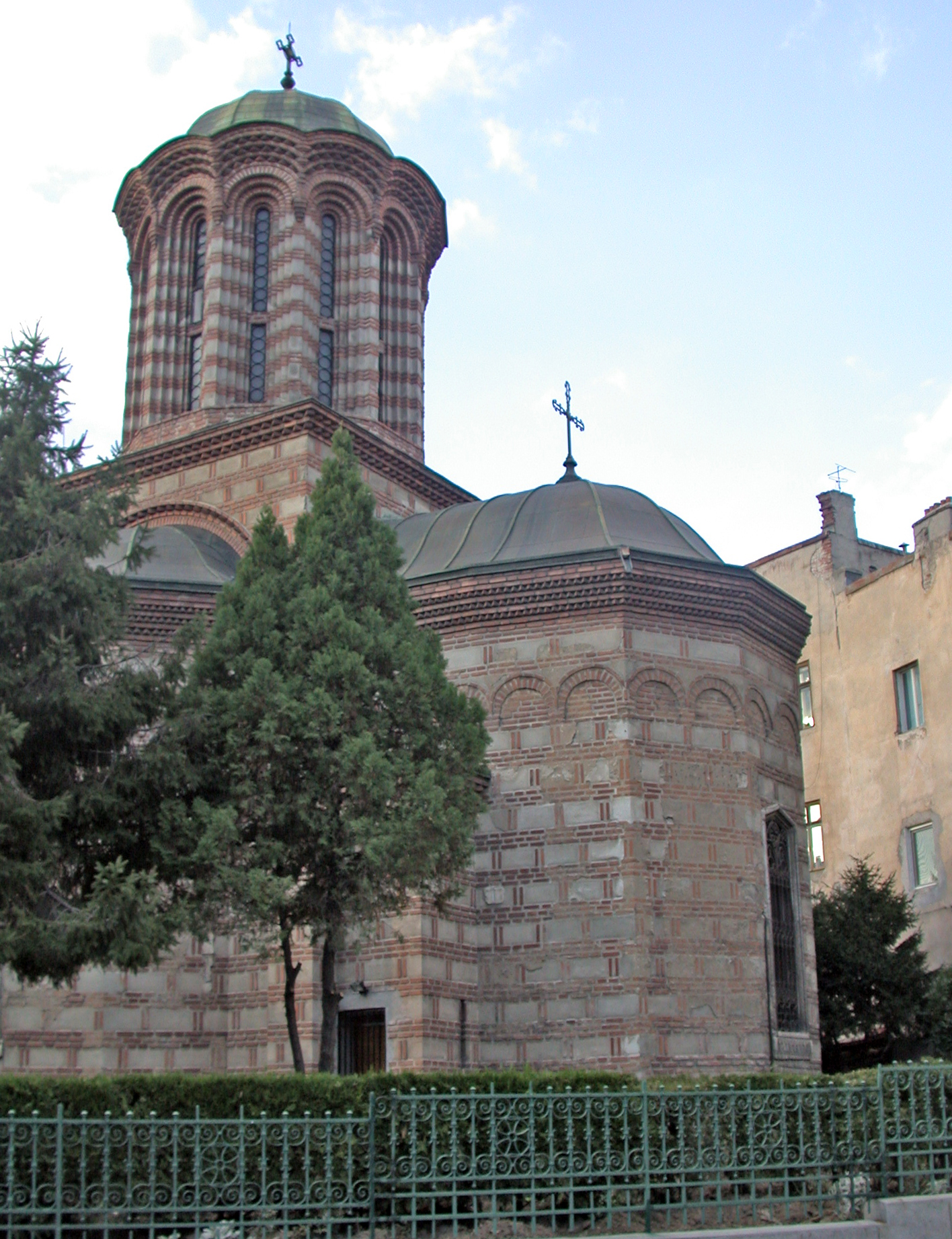
Rückseite
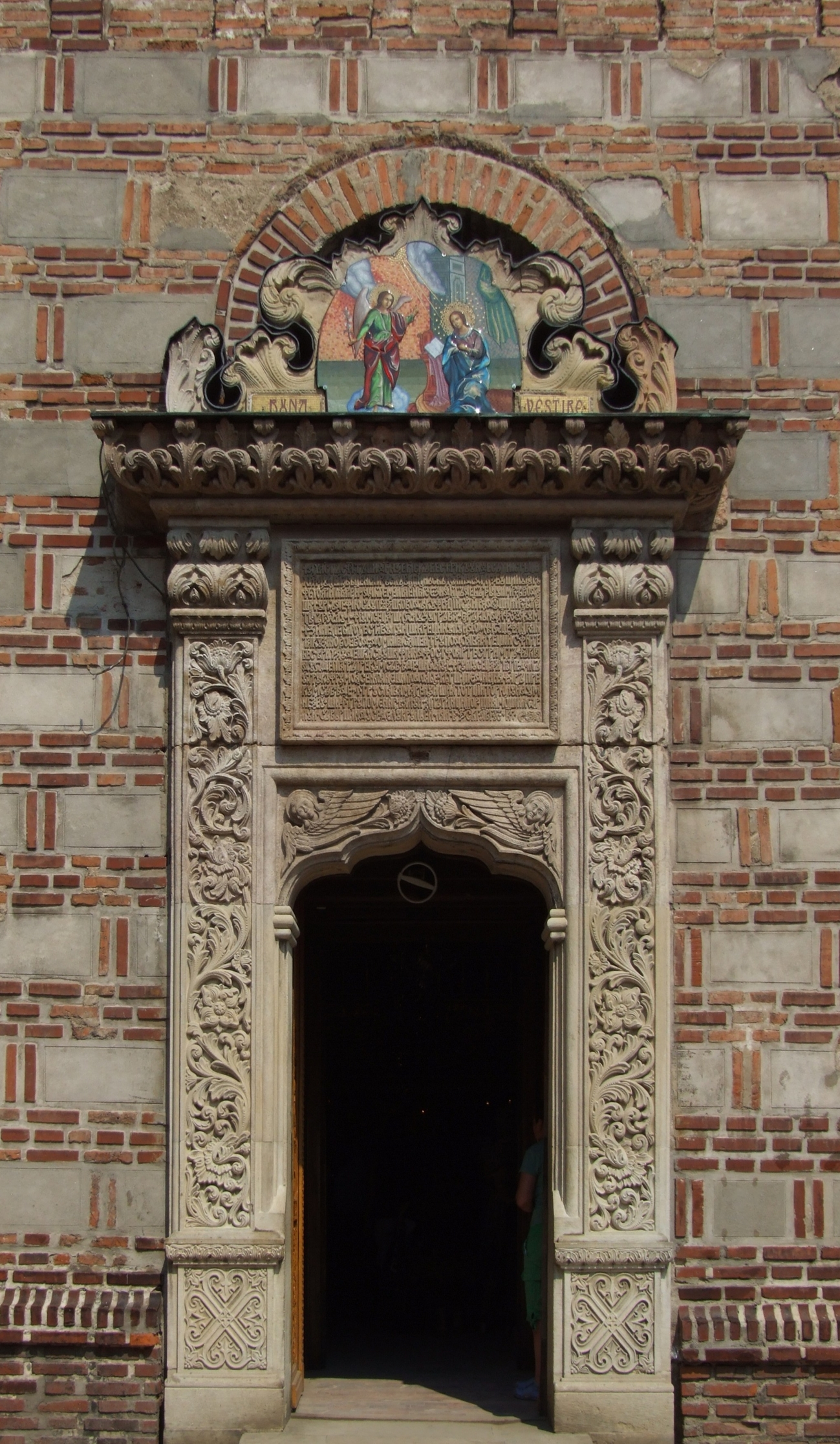
Eingang
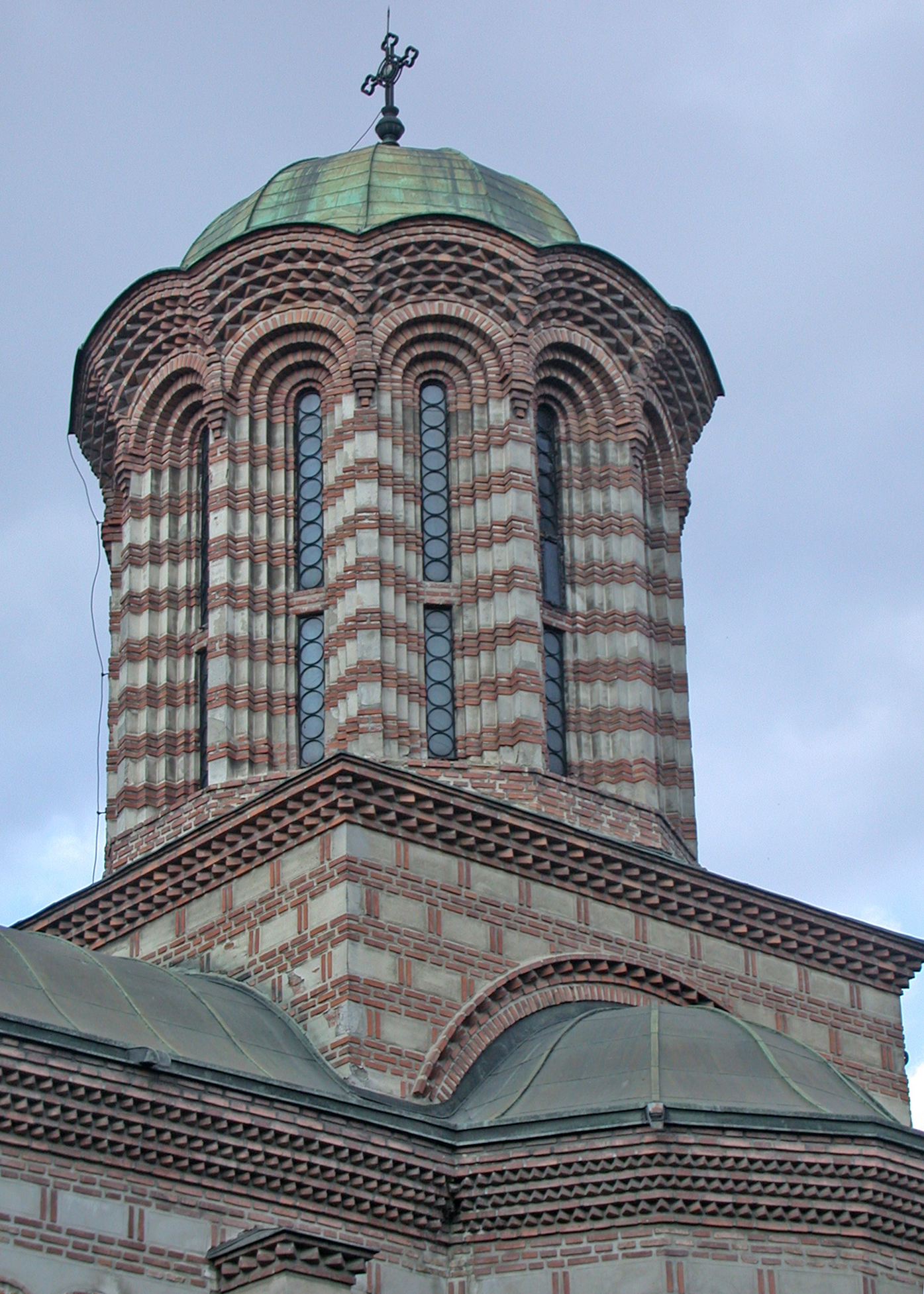
Turm
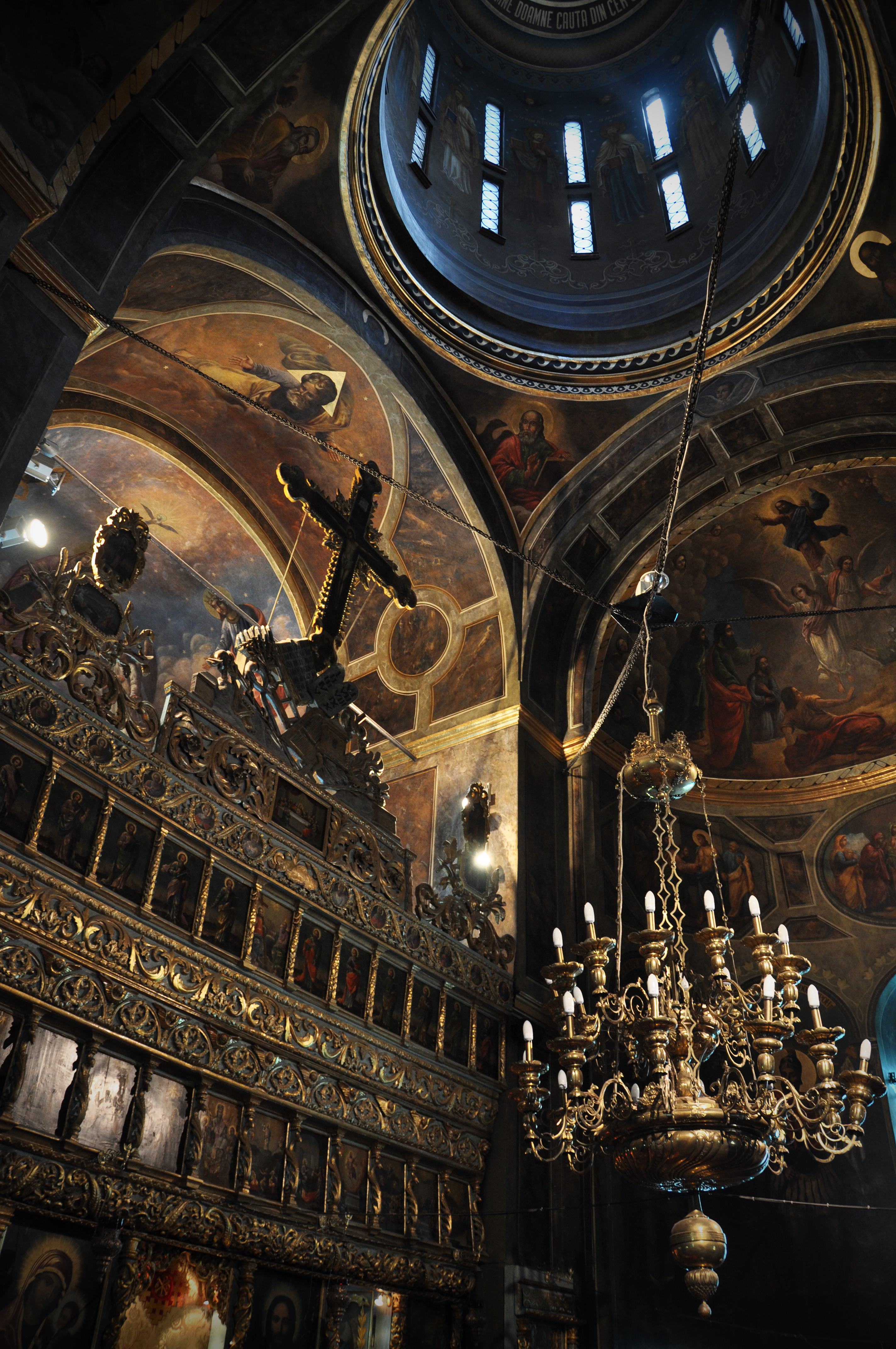
Innenraum